# Clubiona roeweri
Clubiona roeweri är en spindelart som beskrevs av Lodovico di Caporiacco 1940. Clubiona roeweri ingår i släktet Clubiona och familjen säckspindlar.
Artens utbredningsområde är Etiopien. Inga underarter finns listade i Catalogue of Life.